# 张村镇 (威海市)
张村镇，是中华人民共和国山東省威海市环翠区下辖的一个乡镇级行政单位。

## 行政区划
张村镇下辖以下地区：
华锦社区、柳沟社区、皂西台社区、皂南台社区、张村社区、怡沁园社区、永兴园社区、前峰西社区、皂河北社区、皂东塘社区、黄家皂社区、桃园社区、翠海明珠社区、东夼村、王家疃村、姜家疃村、刘家疃村、福德庄村、姜南庄村、东莱海村、西莱海村、前双岛村、后双岛村、和徐疃村和西山村。